# Guga (football, 1998)
Pour les articles homonymes, voir Guga.
Cláudio Rodrigues Gomes, né le 29 août 1998 à Rio de Janeiro, plus connu sous le nom de Guga, est un footballeur brésilien qui évolue au poste d'arrière droit au Fluminense FC.

## Biographie

### En club
Né à Rio, Guga commence le foot avec Botafogo, où il passe cinq ans avant de rejoindre l'académie du Avaí FC en 2013.
Il passe professionnel en 2018 et devient rapidement une des révélations du club lors de la saison en Serie B.
Il dispute en effet lors de la saison 2018, l'intégralité des matchs de championnat, et inscrit trois buts en Serie B.
Fort de cette première saison réussie, il rejoint ensuite l'Atlético Mineiro en Serie A.
Avec l'Atlético Mineiro, il participe à la Copa Libertadores en 2019 (cinq matchs joués).

### En sélection
International avec l'équipe du Brésil des moins de 23 ans, il remporte notamment le Tournoi de Toulon en 2019 face au Japon.

## Palmarès
| Brésil -23 - Tournoi de Toulon : - Vainqueur en 2019 (en) |

- Atlético Mineiro
- Brasileirão :
  - Vainqueur en 2021